# Campeonato Uruguayo de Primera División "B" 1946
El Campeonato Uruguayo de Segunda División 1946 fue la quinta edición del torneo de segunda categoría profesional del fútbol de Uruguay.

## Participantes

### Ascensos y descensos
| Equipo   | Ascendido como                      |
| -------- | ----------------------------------- |
| Progreso | Campeón de la Segunda División 1945 |

| Equipo      | Descendido como           |
| ----------- | ------------------------- |
| Sud América | 10° Primera División 1945 |

## Posiciones
| Pos. | Equipo      | Pts. | PJ | PG | PE | PP | GF | GC | Dif. |
| ---- | ----------- | ---- | -- | -- | -- | -- | -- | -- | ---- |
| 1º   | Cerro       | 21   | 14 | 9  | 3  | 2  | 34 | 15 | +19  |
| 2º   | Racing      | 20   | 14 | 9  | 2  | 3  | 39 | 14 | +25  |
| 3º   | Sud América | 19   | 14 | 6  | 7  | 1  | 34 | 15 | +19  |
| 4º   | Danubio     | 18   | 14 | 7  | 4  | 3  | 26 | 17 | +9   |
| 5º   | Bella Vista | 14   | 14 | 6  | 2  | 6  | 18 | 24 | -6   |
| 6º   | Olivol      | 9    | 14 | 3  | 3  | 8  | 18 | 29 | -11  |
| 7º   | Bahía       | 9    | 14 | 4  | 1  | 9  | 19 | 40 | -21  |
| 8º   | Fénix       | 2    | 14 | 1  | 0  | 13 | 4  | 38 | -34  |

|  | Asciende a Primera División |
|  | Desciende a Intermedia      |

## Resultados
| Bella Vista | 2 – 0 | Olivol      |
| Danubio     | 1 – 0 | Sud América |
| Cerro       | 3 – 0 | Racing      |
| Bahía       | 1 – 0 | Fénix       |

| Racing      | 3 – 0 | Fénix       |
| Sud América | 2 – 2 | Bella Vista |
| Danubio     | 2 – 1 | Cerro       |
| Bahía       | 1 – 0 | Olivol      |

| Cerro       | 1 – 1 | Sud América |
| Olivol      | 1 – 0 | Fénix       |
| Danubio     | 0 – 0 | Racing      |
| Bella Vista | 3 – 2 | Bahía       |

| Racing      | 0 – 0 | Sud América |
| Cerro       | 1 – 0 | Olivol      |
| Bahía       | 3 – 2 | Danubio     |
| Bella Vista | 1 – 0 | Fénix       |

| Fénix  | 0 – 3 | Danubio     |
| Cerro  | 2 – 0 | Bella Vista |
| Olivol | 2 – 2 | Sud América |
| Racing | 4 – 2 | Bahía       |

| Sud América | 5 – 0 | Bahía   |
| Cerro       | 2 – 1 | Fénix   |
| Racing      | 6 – 1 | Olivol  |
| Bella Vista | 2 – 0 | Danubio |

| Racing      | 6 – 2 | Bella Vista |
| Sud América | 4 – 0 | Fénix       |
| Cerro       | 4 – 3 | Bahía       |
| Olivol      | 2 – 2 | Danubio     |

| Olivol      | 1 – 2 | Bella Vista |
| Sud América | 1 – 1 | Danubio     |
| Racing      | 0 – 1 | Cerro       |
| Fénix       | 1 – 0 | Bahía       |

| Fénix       | 0 – 2 | Racing      |
| Bella Vista | 1 – 3 | Sud América |
| Cerro       | 1 – 2 | Danubio     |
| Olivol      | 4 – 1 | Bahía       |

| Sud América | 3 – 3 | Cerro       |
| Fénix       | 1 – 4 | Olivol      |
| Racing      | 4 – 0 | Danubio     |
| Bahía       | 1 – 0 | Bella Vista |

| Sud América | 3 – 1 | Racing      |
| Olivol      | 2 – 2 | Cerro       |
| Danubio     | 6 – 2 | Bahía       |
| Fénix       | 0 – 1 | Bella Vista |

| Danubio     | 5 – 0 | Fénix  |
| Bella Vista | 0 – 3 | Cerro  |
| Sud América | 3 – 1 | Olivol |
| Bahía       | 1 – 5 | Racing |

| Bahía   | 1-1   | Sud América |
| Fénix   | 0 – 5 | Cerro       |
| Olivol  | 0 – 5 | Racing      |
| Danubio | 1 – 1 | Bella Vista |

| Bella Vista | 1 – 3 | Racing      |
| Fénix       | 1 – 6 | Sud América |
| Bahía       | 1 – 5 | Cerro       |
| Danubio     | 1 – 0 | Olivol      |